# Divisiones Regionales de la Región de Murcia 1962-63
Las divisiones regionales de fútbol son las categorías de competición futbolística de más bajo nivel en España, en las que participan deportistas aficionados, no profesionales. En las provincias de Murcia, Albacete y Alicante su administración corre a cargo de la Federación Regional Murciana de Clubes de Fútbol. Inmediatamente por encima de estas categorías estaba la Tercera División española.
En la temporada 1962-1963 las divisiones regionales se dividen en Primera Regional y Segunda Regional.
Los dos primeros clasificados de Primera Regional ascienden a Tercera División.
Para la temporada siguiente desaparece la Segunda Regional.

## Primera Regional

### Clasificación
|  |     | Equipos de fútbol      | PJ | G  | E  | P  | GF | GC | Dif | Pts |
|  | --- | ---------------------- | -- | -- | -- | -- | -- | -- | --- | --- |
|  | 1.  | Atlético Cartagena     | 32 | 21 | 4  | 7  | 93 | 39 | +54 | 46  |
|  | 2.  | CD Ilicitano           | 32 | 20 | 5  | 7  | 87 | 43 | +44 | 45  |
|  | 3.  | Villena CF             | 31 | 16 | 7  | 8  | 65 | 35 | +30 | 39  |
|  | 4.  | CD Muleño              | 31 | 17 | 5  | 9  | 76 | 43 | +33 | 39  |
|  | 5.  | UD Aspense             | 32 | 16 | 6  | 10 | 76 | 46 | +30 | 38  |
|  | 6.  | Jijona CF              | 32 | 13 | 7  | 12 | 61 | 58 | +3  | 33  |
|  | 7.  | Alcantarilla CF        | 32 | 11 | 10 | 11 | 54 | 65 | -11 | 32  |
|  | 8.  | Fuente Álamo CF        | 32 | 12 | 7  | 13 | 54 | 57 | -3  | 31  |
|  | 9.  | UD Elda                | 32 | 13 | 5  | 14 | 63 | 74 | -11 | 31  |
|  | 10. | Cehegín CF             | 32 | 13 | 8  | 11 | 61 | 54 | +7  | 30  |
|  | 11. | CD Tobarra             | 32 | 12 | 5  | 15 | 53 | 70 | -17 | 29  |
|  | 12. | Alhama CF              | 32 | 12 | 4  | 16 | 66 | 60 | +6  | 28  |
|  | 13. | CD Tarazona            | 32 | 12 | 4  | 16 | 39 | 85 | -46 | 28  |
|  | 14. | Deportivo Unionense ED | 31 | 10 | 3  | 18 | 42 | 60 | -18 | 23  |
|  | 15. | SD Villajoyosa         | 32 | 8  | 10 | 14 | 65 | 77 | -12 | 23  |
|  | 16. | Yeclano CF             | 32 | 6  | 7  | 19 | 35 | 86 | -51 | 19  |
|  | 17. | Novelda CF             | 31 | 7  | 5  | 19 | 57 | 95 | -38 | 17  |
|  | 18. | CD Imperial Albacete   | 0  | 0  | 0  | 0  | 0  | 0  | 0   | 0   |
|  | 19. | Beniel CF              | 0  | 0  | 0  | 0  | 0  | 0  | 0   | 0   |

Pts = Puntos; PJ = Partidos Jugados; G = Partidos Ganados; E = Partidos Empatados; P = Partidos Perdidos; GF = Goles Anotados; GC = Goles Recibidos
|  | Asciende a Tercera División |

## Segunda Regional

### Clasificación
Tan solo se detalla el equipo que ascendió y los equipos participantes, no hay datos completos.
|  |    | Equipos de fútbol | PJ | G | E | P | GF | GC | Dif | Pts |
|  | -- | ----------------- | -- | - | - | - | -- | -- | --- | --- |
|  | 1. | Olímpico Juvenil  | -  | - | - | - | -  | -  | -   | -   |
|  | 2. | Librilla OJE      | -  | - | - | - | -  | -  | -   | -   |
|  | 3. | CD Ribereño       | -  | - | - | - | -  | -  | -   | -   |
|  | 4. | UD Lorquina       | -  | - | - | - | -  | -  | -   | -   |
|  | 5. | UD El Palmar      | -  | - | - | - | -  | -  | -   | -   |
|  | 6. | Vera              | -  | - | - | - | -  | -  | -   | -   |

Pts = Puntos; PJ = Partidos Jugados; G = Partidos Ganados; E = Partidos Empatados; P = Partidos Perdidos; GF = Goles Anotados; GC = Goles Recibidos
|  | Asciende a Primera Regional |